# إدريس مبومبو
إدريس مبومبو من مواليد 1 يونيو 1996 بجمهورية الكونغو الديمقراطية، هو لاعب كرة قدم كونغولي يلعب حالياً نادي نكانا .

## وصلات خارجية
- إدريس مبومبو على موقع قاعدة بيانات كرة القدم.إي يو (الإنجليزية)
- إدريس مبومبو على موقع Soccerway.com (الإنجليزية)
- إدريس مبومبو على موقع عالم كرة القدم.نت (الإنجليزية)

- بطاقة اللاعب - Soccerway.com